# Vicente Juan Segura
Vicente Juan Segura (Tavernes de la Valldigna, 22 mei 1955 – Valencia, 11 oktober 2024) was een Spaans geestelijke en een bisschop van de Rooms-Katholieke Kerk. Hij was bisschop van Ibiza van 2005 tot 2020. In 2020 werd hij hulpbisschop van Valencia, waarna hij in 2023 met emeritaat ging. 

## Opleiding
Segura studeerde aan het seminarie in Valencia aan het Real Colegio de Corpus Christi. Hij behaalde een doctoraat in kerkelijk recht aan de Pauselijke Universiteit Sint Thomas van Aquino (1988), en een doctoraat in burgerlijk recht aan de Universiteit van Valencia.

## Kerkelijke carrière

### Priester en diplomaat
Segura werd op 24 oktober 1981 tot priester gewijd en werd kapelaan in de parochie San Antonio Abad in Cullera. Hij voltooide een diplomatieke studie aan de Pauselijke Ecclesiastische Academie en trad in 1988 toe tot de diplomatieke dienst van de Heilige Stoel.
Hij was secretaris van de Apostolische Nuntiaturen van Costa Rica (1988-1990), Marokko (1990-1991) en Mozambique (1991-1994), en later hoofd van de Spaanstalige afdeling van het Staatssecretariaat van de Heilige Stoel (1994-2005). Hiernaast werkte hij in Rome bij de parochie van San Melchiade en als kapelaan voor de religieuze gemeenschap van de Kleine Zusters van Verlaten Ouden van Dagen (Latijns: Congregatio Parvarum Sororum Senium Derelictorum).

### Bisschop
Op 22 januari 2005 werd Segura door paus Johannes Paulus II benoemd tot bisschop van Ibiza. Hij was de opvolger van Agustín Cortés Soriano. Hij werd op 14 mei 2005 tot bisschop gewijd door aartsbisschop Leonardo Sandri, substituut van het Secretariaat voor Algemene Zaken van de Heilige Stoel. Als bisschoppelijk motto koos hij Mijn leven is Christus (Latijns: Mihi vivere Christus est).
In de Spaanse bisschoppenconferentie was Segura sinds 2008 lid van de bisschoppelijke raad voor juridische zaken. Eerder was hij lid van de subcommissie voor het gezin en de verdediging van het leven (2005-2008), en de commissie voor cultureel erfgoed (2011-2014).

### Hulp-bisschop en emeritaat
Op 18 januari 2020 werd Segura door paus Franciscus benoemd tot hulpbisschop van Valencia en tot titulair bisschop van Armentia. De stap van residerend bisschop naar assisterend bisschop was ongebruikelijk, werd niet met argumenten onderbouwd, en werd in de media gezien als een demotie wegens een stilgehouden schandaal. Met 64 jaar was hij jong voor een terugtredende bisschop. Doorgaans gaan bisschoppen pas op 75-jarige leeftijd met emeritaat. In het aartsbisdom Valencia ging Segura werken naast drie andere hulpbisschoppen onder kardinaal Antonio Cañizares Llovera. Twee van de andere hulpbisschoppen waren ook voormalige residerende bisschoppen.
Op 25 februari 2023 aanvaardde paus Franciscus het ontslag van Segura en ging hij met emeritaat. 
Seguar overleed op 11 oktober 2024 op 69-jarige leeftijd.
- Biblioteca Nacional de España: XX885195
- International Standard Name Identifier: 0000 0000 6021 4378
- Nederlandse Thesaurus van Auteursnamen: 074563432
- Virtual International Authority File: 87764978